# Гебель, Маттес
Маттес Гебель (нем. Matthes Gebel, ок. 1500 — 22 апреля 1574) — немецкий медальер.

## Биография

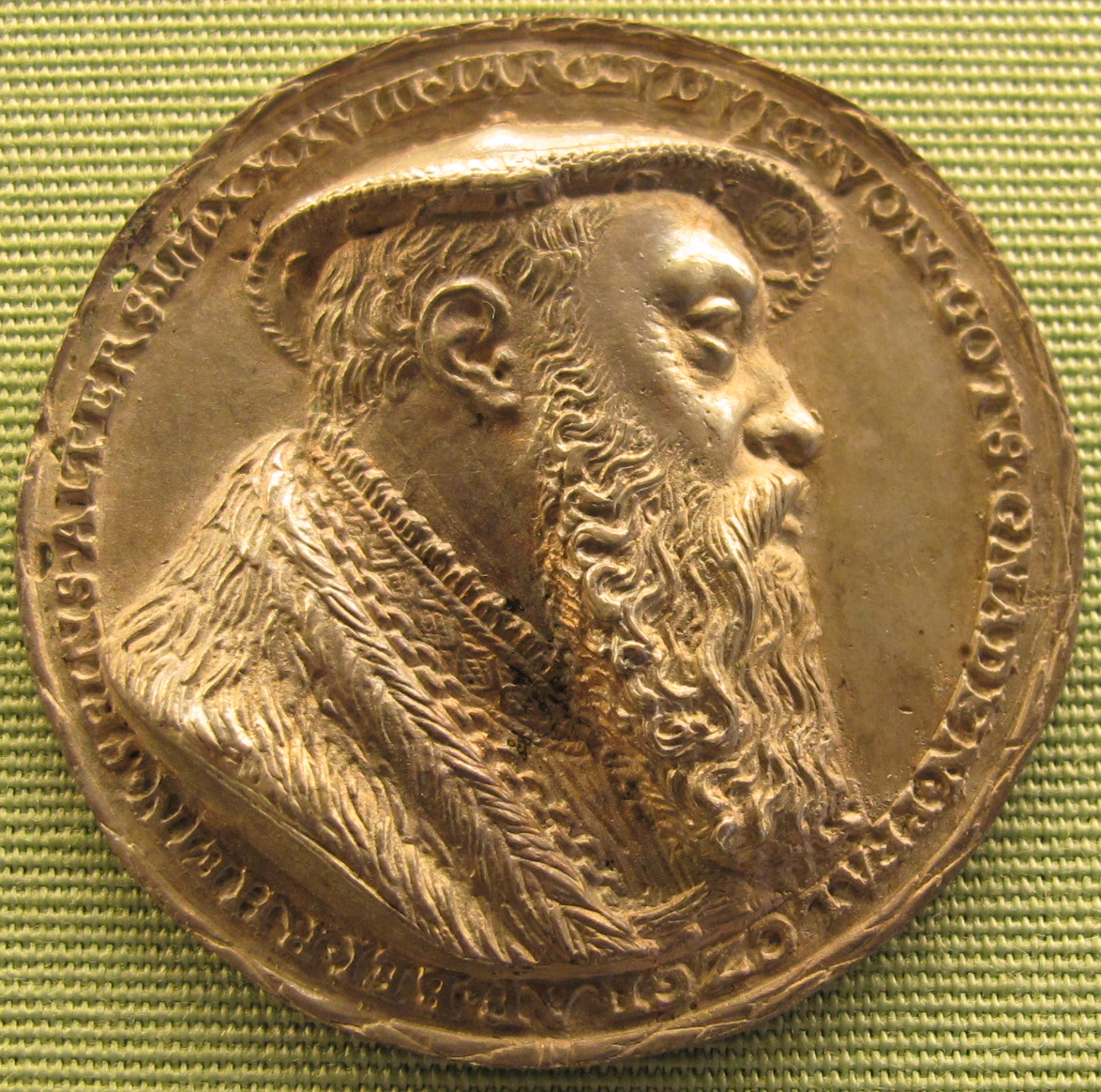
Медаль в честь Людвига X, 1535 год

В 1523 году приобрёл права гражданства в Нюрнберге, как резчик по дереву.
В период с 1526 по 1555 год создал более 350 медалей с портретами жителей Нюрнберга (в том числе Дюрера) и правителей германский государств (саксонского герцога Иоганна Фридриха II, маркграфа Бранденбург-Ансбаха Георга с супругой и других).
Для изготовления моделей использовал камень, добытый из юрских отложений под Кельхаймом и Зольнхофеном. Его работы отличаются тщательной проработкой портретов, деталей одежды, надписей и гербов. 12 медалей, изготовленных в 1542—1543 годах, подписаны «MG». Работы после 1555 года неизвестны.
Был дважды женат. После смерти в 1556 году первой жены Маргариты, в 1557 году женился на Урсуле Буркхарт.